# Acide acétonedicarboxylique
L'acide acétonedicarboxylique, également appelé acide 3-oxoglutarique et acide β-cétoglutarique, est un acide carboxylique simple qui peut être utilisé comme bloc de synthèse en chimie organique.
Disponible dans le commerce, il peut également être préparé par une synthèse one-pot qui consiste en la décarboxylation et l'oxydation de l'acide citrique par l'acide sulfurique. Il est relativement peu stable.